# António Sousa Lara
António da Costa de Albuquerque de Sousa Lara CvGDM • CvHDM • GOIH • ComNSC (São Sebastião da Pedreira, Lisboa, 13 de abril de 1952) é um professor universitário e político português, cessando funções em 2022.

## Biografia

### Política
António Sousa Lara iniciou a sua carreira política em 1969, aos 16 anos, como dirigente da Juventude Monárquica Portuguesa, associando-se à Comissão Eleitoral Monárquica (CEM). Em 1974, aderiu ao Partido Popular Monárquico (PPM), pelo qual foi eleito deputado da Assembleia da República na II Legislatura, integrando as listas da Aliança Democrática (AD). No parlamento, participou em diversas comissões, como as de revisão constitucional e educação, e colaborou na estruturação do Instituto Nacional de Administração.
Durante o mesmo período, manteve uma presença ativa na política local: foi vereador da cultura da Câmara Municipal de Cascais (1980–1982), presidente da Assembleia de Freguesia do Estoril, entre outros cargos em Seia e na Santa Casa da Misericórdia de Cascais.
Em 1987, deixou o PPM e ingressou no Partido Social Democrata (PSD), pelo qual voltou a ser eleito deputado na V e VI Legislatura. Como parlamentar, liderou as Comissões Parlamentares Acompanhamento dos Assuntos de Timor-Leste, Luso-Espanhola e o Grupo Parlamentar de amizade Portugal-Bulgária. Participou também na elaboração de projetos de revisão constitucional. Desempenhou ainda funções no Conselho de Jurisdição Distrital de Lisboa do partido.
Em 1991, foi nomeado Subsecretário de Estado da Cultura no XII Governo Constitucional. Ficou particularmente conhecido pelo veto à candidatura da obra O Evangelho segundo Jesus Cristo, de José Saramago, ao Prémio Europeu de Literatura Aristeion, alegando que o livro atentava contra a moral cristã. A controvérsia gerou grande repercussão nacional e internacional, levando à sua demissão e à decisão de Saramago de se fixar em Lanzarote.
Reelegeu-se deputado em 1995, mas decidiu abandonar a carreira política ao fim dessa legislatura. Regressaria apenas em 2019, ao associar-se ao partido Chega, integrando como porta-voz e como segundo candidato do distrito eleitoral do Porto— sem sucesso eleitoral. Demitiu-se do cargo em janeiro de 2020 por se recusar a abdicar da subvenção vitalícia que lhe era devida enquanto antigo governante.

### Docência
Licenciado em Ciências Sociais e Políticas Ultramarinas pelo ISCSP-ULisboa, onde ingressou como aluno em 1969. Docente no Instituto desde 1973, cessando funções em 2022.
Foi Professor Assistente de Ciência Política na Universidade Católica de Lisboa (1980/1981).
Exerceu as funções de Professor Catedrático na Universidade Lusíada, no Curso de Relações Internacionais, disciplina de História das Ideias Políticas, Presidente da Direcção do Instituto de Estudos Políticos, Professor Convidado na Universidade dos Estudos de Pisa (Università degli Studi di Pisa), Professor Catedrático da Universidade Internacional titular da disciplina de Ciência Política, Professor no Instituto de Novas Profissões, Vogal da Comissão de Apoio e Sócio Cooperador da Universidade Livre de Lisboa, Administrador e Presidente da Assembleia Geral do Instituto de Estudos Políticos e Co-Redactor da "Revista de Ciência Política", órgão do mesmo, e Patrono do "Patronato de Publicaciones Don Miguel de
Aranegui" de Madrid.
Foi Presidente Executivo do Instituto Histórico Naval Dom Luís I, Presidente da Delegação Portuguesa da Associação Internacional da Rainha Helena de Itália, Conselheiro do Instituto Luso-Árabe para a Cooperação (ILAC) e Presidente do Conselho Fiscal do Círculo de Amizade Portugal-Marrocos.
Em 31 de Maio de 2000 é promovido, por concurso público, a Professor Catedrático do ISCSP - UTL, do qual foi eleito Vice-Presidente e, depois, Presidente do Conselho Científico e, como tal, Senador do Senado da Universidade Técnica de Lisboa, cargo para o qual foi reeleito em 2007.
Foi Professor Catedrático e Vice-Reitor (1990–1999) da Universidade Moderna de Lisboa, onde foi titular da disciplina de Ciência Política, Director do Departamento de Estudos Europeus e Fundador e Presidente do Centro de Estudos de Genealogia, Heráldica e História da Família, e Director da Dinensino, CRL, titular da mesma, tendo sido constituído Arguido no Caso Moderna e sido condenado a dois anos de pena suspensa.
É Professor Catedrático e Presidente do Conselho Científico do ISCSP - UTL, actualmente pertencente à Universidade de Lisboa, leccionando ultimamente as disciplinas de História da Colonização Moderna e Descolonização, Introdução às Ciência Políticas e Sociais e Doutrinas Políticas e Ideologias.

### Ciência Política, Relações Internacionais e Sociologia
- Tem vários livros publicados de Ciência Política, Relações Internacionais e Sociologia:[9][10]
  - "Elementos de Ciência Política", 1.ª ed. do autor, Cascais 1974 (101 pág.), 2.ª ed. Universidade Lusíada 1991, 3.ª ed. Pedro Ferreira, 1992, 4.ª ed. Pedro Ferreira, 1995
  - "Classes Sociais e Poder Político (da Teoria ao Exemplo Português)", ed. do autor, Cascais 1979
  - "A Política Económica do Marquês de Pombal - Apontamento Ensaístico", sep. da revista "Economia e Gestão", N.º 26, Porto 1981
  - "A Monarquia e o Momento Actual Português", Lisboa 1984
  - "Perspectivas sobre o Estado", sep. da "Revista de Ciência Política", Vol. II, Lisboa 1986
  - "A Subversão do Estado - Tese de Doutoramento", Edição ISCSP, Lisboa 1987
  - "Ideologias e Política Externa Portuguesas", 1.ª ed. Moderna - Textos Universitários, Porto 1990, 2.ª edição Col. Intervenção Universitária - Universidade Moderna, Lisboa 1997
  - "Escritos Políticos", ed. Pedro Ferreira, Lisboa 1992
  - "A Pedra: Projecções do Passado no Horizonte do Futuro", AICP, Lisboa 1993
  - "Da História das Ideias Políticas à Teoria das Ideologias", 1.ª ed. Pedro Ferreira, Lisboa 1994, 2.ª ed. Pedro Ferreira, Lisboa 1995
  - "Timor e a Portugalidade", Separata de Estudos em Homenagem ao Prof. Adriano Moreira, Vol. I, ISCSP, Lisboa 1995
  - "Ensaios e Documentos", ed. Pedro Ferreira, Lisboa 1996
  - "Ciências Políticas - Ideologia e Métodos", 1.º Vol, ed. Pedro Ferreira, Lisboa 1997
  - "Novos Escritos Políticos", ed. Pedro Ferreira, Lisboa 1997
  - "O Fundamentalismo: Ideologia Contemporânea", Col. Intervenção Universitária, Universidade Moderna, Lisboa 1997
  - "Ciências Políticas - Metodologia, Doutrina e Ideologia", ed. ISCSP, Lisboa 1998
  - "A Era do Camaleão - Escritos Políticos", edição Pedro Ferreira, Lisboa 1999
  - "Colonização Moderna e Descolonização (Sumários para o Estudo da sua História)", ISCSP, Lisboa 2000
  - "O Imperialismo na História – Da Antiguidade ao Império Português", separata do Boletim N.º 28/2001 da Academia Internacional da Cultura Portuguesa, Lisboa, 2001
  - "Imperialismo, Descolonização, Subversão e Dependência", ISCSP – UTL, Lisboa, 2002
  - "Ciência Política - Estudo da Ordem e da Subversão", 1.ª ed. ISCSP, Lisboa 2004, 2.ª ed. Pedro Ferreira, Lisboa 2004, 3.ª ed. ISCSP, Lisboa 2005, 4.ª ed. ISCSP, Lisboa 2007, 5.ª ed. s.l. 2009, 6.ª ed. s.l. 2011
  - "A Grande Mentira - Ensaio sobre a Ideologia e o Estado", ed. HUGIN, Lisboa 2004
  - "A Política em África no Século XXI: Pesadas Heranças e Saídas Possíveis", in: África Género, Educação e Poder, ed. ISCSP, Lisboa 2005
  - "O Terrorismo e a Ideologia do Ocidente", ed. Almedina, 2007, ed. Espanhola Madrid 2007
  - "O Interesse Nacional, a Política Externa Portuguesa e a Verdadeira Causa da Decadência dos Países Peninsulares", in Boletim 34, 2007 da Academia Internacional da Cultura Portuguesa
  - "O Interesse Nacional, a Política Externa Portuguesa e as Ideologias", ed. Dislivro, Lisboa 2009
  - "Subversão e Guerra Fria", ed. ISCSP, Lisboa 2011, ed. espanhola Madrid 2011
  - "As Portas de Dante", ed. do autor, Lisboa 2015
  - "O Fim de um Tempo", ed. Novas Edições Acadêmicas, s.l. 2018

### Genealogia e Heráldica
- É, também, autor de várias obras de Genealogia e Heráldica:[9][10]
  - "A Classe Alta do Estoril", in "Revista Geográfica", N.ºs 35 e 36, Lisboa 1973
  - "Heráldica Diplomática - Contribuição para a sua sistematização", sep. da revista "Armas e Troféus", Instituto Português de Heráldica, Braga 1974
  - "A Carta de Armas de João de Melo Pestana Travassos", sep. da revista "Armas e Troféus", Instituto Português de Heráldica, Lisboa 1974
  - "A Heráldica Política e a Sociologia da Informação", sep. da revista "Armas e Troféus", Instituto Português de Heráldica, Lisboa 1975
  - "A Carta de Armas de Júlio Giraldes de Vasconcelos", sep. da revista "Armas e Troféus", Instituto Português de Heráldica, Lisboa 1975
  - "Aspectos Gerais da Família e do Parentesco na Cultura Portuguesa", sep. da revista "Armas e Troféus", Instituto Português de Heráldica, Lisboa 1977
  - "A Heráldica Familiar e a Sociologia da Informação", sep. da revista "Miscelânea Histórica de Portugal", Cascais 1981
  - "Para uma Análise Sócio-Geográfica do Povoamento de Guimarães", sep. do Vol. III das "Actas do Congresso Histórico de Guimarães e sua Colegiada", Guimarães 1981
  - "Defesa do Património Arquitetónico", sep. da revista "Arquivo de Cascais", N.º 3, Câmara Municipal de Cascais, Cascais 1981
  - "A Carta de Armas de Martinho de Leão Giraldes", sep. da revista "Armas e Troféus", V Série, Tomo I, Instituto Português de Heráldica, Lisboa 1982
  - "Projecto de Heráldica Autárquica", em co-autoria com Benjamim Pereira Pinto Quaresma Dinis, Fidalgo de Cota de Armas de Correia (timbre), de Brito e de Moura, sep. da revista "Arquivo de Cascais", N.º 4, C.M.C., Cascais 1982
  - "Situação Jurídica Actual da Heráldica Portuguesa", sep. das "Actas do XV Congresso Internacional das Ciências Genealógica e Heráldica", Madrid 1982
  - "Os Biancardi", sep. da revista "Miscelânia Histórica de Portugal", N.º 3, Cascais 1983
  - "Ascendência de Gregório Guedes de Sottomayor", sep. da revista "Hidalguia", N.° 176, Instituto Salazar y Castro, Madrid 1983
  - "Uma Tradição de Santidade Familiar - A Família de São Pedro de Alcântara", Direcção, Coordenhação e Organização, sep. da revista "Hidalguia", N.° 176, Instituto Salazar y Castro, Madrid 1983
  - "As Funções Sociais dos Oficiais de Armaria", sep. da revista "Hidalguia", Nº 187, Instituto Salazar y Castro, Madrid, 1984
  - "A Heráldica e o uso dos apelidos em Portugal", sep. da revista "Hidalguia", N.ºs 190 e 191, Instituto Salazar y Castro, Madrid 1985
  - "Linhagens de Portugal", I-VI Vol., ed. do autor, a continuar, Cascais 1977 e seguintes: 
    - "Linhagens de Portugal - 1. Moreiras Pessanhas, de Canavezes"
    - "Linhagens de Portugal - 2. Jácome Freire de Gouveia e Vasconcelos, de Paranhos da Beira"
    - "Linhagens de Portugal - 3. Guedes Pimenta, de Beja"
    - "Linhagens de Portugal - 4. Alemão de Mendonça de Cisneiros e Faria, de Cadaval"
    - "Linhagens de Portugal - 5. Vilhenas Freires Andrades, de Beja"
    - "Linhagens de Portugal - 6. Guedes Pinto de Vasconcellos, de Mesão Frio e Tarouca"

  - "A Genealogia como Ciência", sep. da revista "Hidalguia", N.ºs 196 e 197, Instituto Salazar y Castro, Madrid 1986
  - "A Carta de Armas de António da Costa Gentil", em co-autoria com Henrique Jorge Perestrelo de Moser dos Viscondes de Moser e Condes de Moser, sep. da revista "Armas e Troféus", Instituto Português de Heráldica, Lisboa, 1986
  - "Sobre a Nobiliarquia Portuguesa", sep. da revista "Hidalguia", Instituto Salazar y Castro, Madrid 1988
  - "As Funções Sociais dos Oficiais de Armaria", sep. da revista "Hidalguia", Instituto Salazar y Castro, Madrid s.d.
  - "Direito Nobiliárquico e Sociologia Nobiliárquica", sep. da revista "Hidalguia", Instituto Salazar y Castro, Madrid s.d.
  - "Nova Legislação Portuguesa em Matéria de Heráldica Autárquica", sep. da revista "Hidalguia", Instituto Salazar y Castro, Madrid s.d.
  - "A Pesquisa Genealógica em Portugal", sep. da revista "Hidalguia", Instituto Salazar y Castro, Madrid s.d.
  - "Direito Nobiliárquico e Sociologia Nobiliárquica - Princípios e Factos", sep. da revista "Hidalguia", Instituto Salazar y Castro, Madrid s.d.
  - "A Nobreza em Portugal - Conceitos e Realidades", sep. da revista "Hidalguia", Instituto Salazar y Castro, N.º 292-293, Madrid s.d.
  - "Genealogia, Heráldica e Ciências Sociais", em co-autoria com Benjamim Pereira Pinto Quaresma Dinis, Fidalgo de Cota de Armas de Correia (timbre), de Brito e de Moura, ed. Pedro Ferreira, Lisboa 1991
  - "Um inventário de montadas na Torre do Tombo", sep. da revista "Hidalguia", Instituto Salazar y Castro, Madrid, 1992
  - "Um Processo para a História das Mentalidades", sep. da revista "Hidalguia", Instituto Salazar y Castro, Madrid, 1993
  - "O Abade Correia da Serra: Apontamento Genealógico e Heráldico", sep. da revista "Hidalguia", Instituto Salazar y Castro, Madrid 1997
  - "Os Brasileiros Portugueses: Algumas Considerações sobre os Títulos Nobiliárquicos em Portugal", Col. Intervenção Universitária - Universidade Moderna, Lisboa 1997
  - "Moreiras de Tarouquela • Inéditos de Genealogia e Heráldica", em co-autoria com Maurício Antonino Fernandes, sep. da revista "Hidalguia", Instituto Salazar y Castro, Madrid 1999
  - "Ascendências Reais de S. A. R. a Senhora D. Isabel de Herédia, Duquesa de Bragança, pelos Costados Herédia e Correia da Ilha da Madeira", Volume I, em co-autoria com Vasco de Bettencourt de Faria Machado e Sampaio e Marcelo Olavo Correia de Azevedo, Universitária Editora, Lisboa 1999
  - "Albuquerques, de Maceira Dão, Mangualde", sep. da revista "Armas e Troféus", Instituto Português de Heráldica, Lisboa 2005
  - "Genealogia, Elites e Mutação Social"
  - "A Heráldica e Genealogia Como Ciências Auxiliares da História"
  - "Limpeza de Sangue, Nobreza e Sacrilégio - Um Processo para a História das Mentalidades"
  - "Viagem às Raízes" Ensaios e Documentos
  - "Aspectos Gerais da Família e do Parentesco na Cultura Portuguesa"
  - "Extractos de Justificação de Nobreza e de Limpeza de Sangue de Francisco Rebelo"
  - "Ferreiras do Vale de Alcântara, em co-autoria com Vasco de Quintanilha da Fonseca Pastor Fernandes, ed. António Coelho Dias, S.A., Lisboa 2010

## Condecorações
- Comendador de Número da Real Ordem de Isabel a Católica de Espanha (20 de Abril de 1991)[11]
- Comendador de Número da Ordem do Mérito Civil de Espanha (8 de Novembro de 1982)[11]
- Cavaleiro, Cavaleiro-Comendador e Cavaleiro-Comendador com Estrela da Ordem Equestre do Santo Sepulcro de Jerusalém do Vaticano ou da Santa Sé (15 de Fevereiro de 1989)[11]
- Grande-Oficial da Ordem do Infante D. Henrique de Portugal (18 de Fevereiro de 2016)[12]
- Cruz de S. Jorge 1.ª Classe Ministério de Defesa Nacional Chefe do Estado Maior General das Forças Armadas (31 de março 2022)[13]